# Slingsby Tandem Tutor
Il T.31 Tandem Tutor è un aliante militare britannico, progettato e costruito dall'azienda Slingsby Aviation e utilizzato in gran numero dall'Air Training Corps tra il 1951 e il 1986.

## Storia del progetto
Il T.31 era uno sviluppo dell'aliante a due posti (in tandem) T.8 Tutor (conosciuto anche come RAF Cadet TX.2). La fusoliera era basata su quella del T.29 Motor Tutor, aumentata di lunghezza e leggermente ampliata; le ali e la coda rimasero invariate. Un singolo prototipo T.31A volò nel 1949, seguito dalla variante di produzione denominata T.31B caratterizzata dalla presenza di deflettori e un piccolo montante interalare.